# 麦角菌
麦角菌（バッカクキン）とは、バッカクキン科バッカクキン属 (Claviceps) に属する子嚢菌の総称である。いくつかのイネ科植物（重要な穀物や牧草を含む）およびカヤツリグサ科植物の穂に寄生する。
特によく知られる種がC. purpureaで、ライ麦をはじめ小麦、大麦、エンバクなど多くの穀物に寄生する。本種が作る菌核は黒い角状またはバナナ状と形容される菌糸が宿主に侵入して塊になったもので、これが麦角（ばっかく）と呼ばれるようになった。夏から秋にかけて、ライ麦などイネ科植物に発生するが、いわゆるキノコ（子実体）は、地上に落ちた菌核から翌年発生して、小さな待ち針のような形で目立たない。
麦角（菌核）は猛毒で、牧草や穀物に混じったものを食べた家畜や人が、流産したり死んでしまったりすることがある。麦角の中に含まれる麦角アルカロイドに分類されるアルカロイドは様々な毒性を示し、麦角中毒と呼ばれる食中毒症状をヨーロッパなどで歴史上しばしば引き起こしてきた。麦角菌には約50種が知られ、世界的に分布するが特に熱帯・亜熱帯に種類が多い。現在では技術の進歩により製粉段階で麦角菌の除去が行われている。

## 生活環
イネ科植物の花が麦角菌胞子に感染すると麦角ができる。菌は感染するとまず胚珠を破壊し、白色の柔組織を作る。これが出す蜜滴が第一の病徴となる。蜜滴には多量の分生子（無性胞子）が含まれ、虫や風によりほかの花へも蔓延する。その後柔組織は殻の内部で硬く乾燥して菌核に変化し、アルカロイドなどを蓄積する。
熱帯・亜熱帯産の麦角菌は2種類の分生子（大分生子と小分生子）を作る。大分生子は蜜滴内で管を伸ばし、蜜滴表面に白い霜状の二次分生子を作り、これが風で飛ぶ。C. purpureaなど北半球温帯産の麦角菌ではこのような過程はない。
成熟した菌核が地上に落ちると、菌は休眠する。気温・水分など条件が整うと発芽し、キノコ状の子実体になる。その頭の部分に糸状の有性胞子が形成され、宿主が開花するとともに放出される。
熱帯産の麦角は褐色・灰色などで種子に似た形のものが多く、発見が難しいこともある。

## 麦角中毒

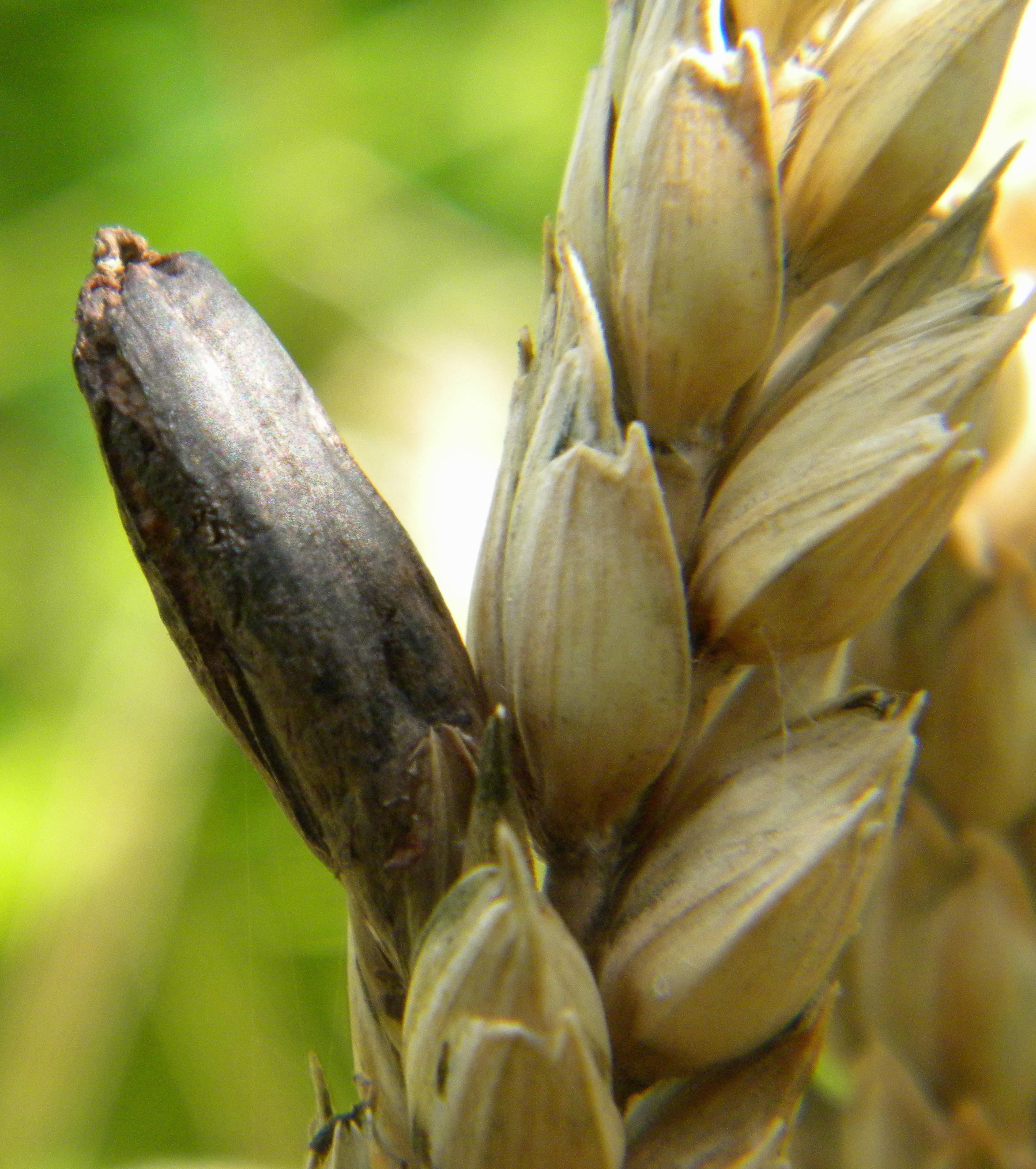
麦角菌の感染により黒く変色した種子。

麦角はエルゴリン骨格を有する麦角アルカロイド（エルゴットアルカロイド類）を含み、これらは循環器系や神経系に対して様々な毒性を示す。急性中毒症状として、嘔吐、下痢、喉の渇き、頻脈、錯乱、昏睡などの症状が現れる。神経系に対しては、手足が燃えるような感覚を与える。循環器系に対しては、血管収縮を引き起こし、手足の壊死に至ることもある。脳の血流が不足して精神異常、痙攣、意識不明、さらに死に至ることもある。さらに子宮収縮による流産なども起こる。慢性中毒症状としては、中枢神経障害、末梢循環の変化、壊疽、血管や子宮の収斂作用などが現れる。
麦角がもつ毒成分は薬用として貴重であり、微量の麦角は陣痛促進・子宮復古不全・子宮の病的出血・閉経期の出血などの薬として用いられた。堕胎や出産後の止血にも用いられたが、現在は麦角そのものは用いられず、麦角成分のエルゴタミンが偏頭痛の治療に用いられる。
また幻覚剤のLSDの合成にも利用される。LSDはアルベルト・ホフマンによって、麦角成分の研究過程で発見された。ただしLSDは麦角に含まれるものではなく、麦角成分であるリゼルグ酸の誘導体として人工的に合成されたものである。

## 歴史

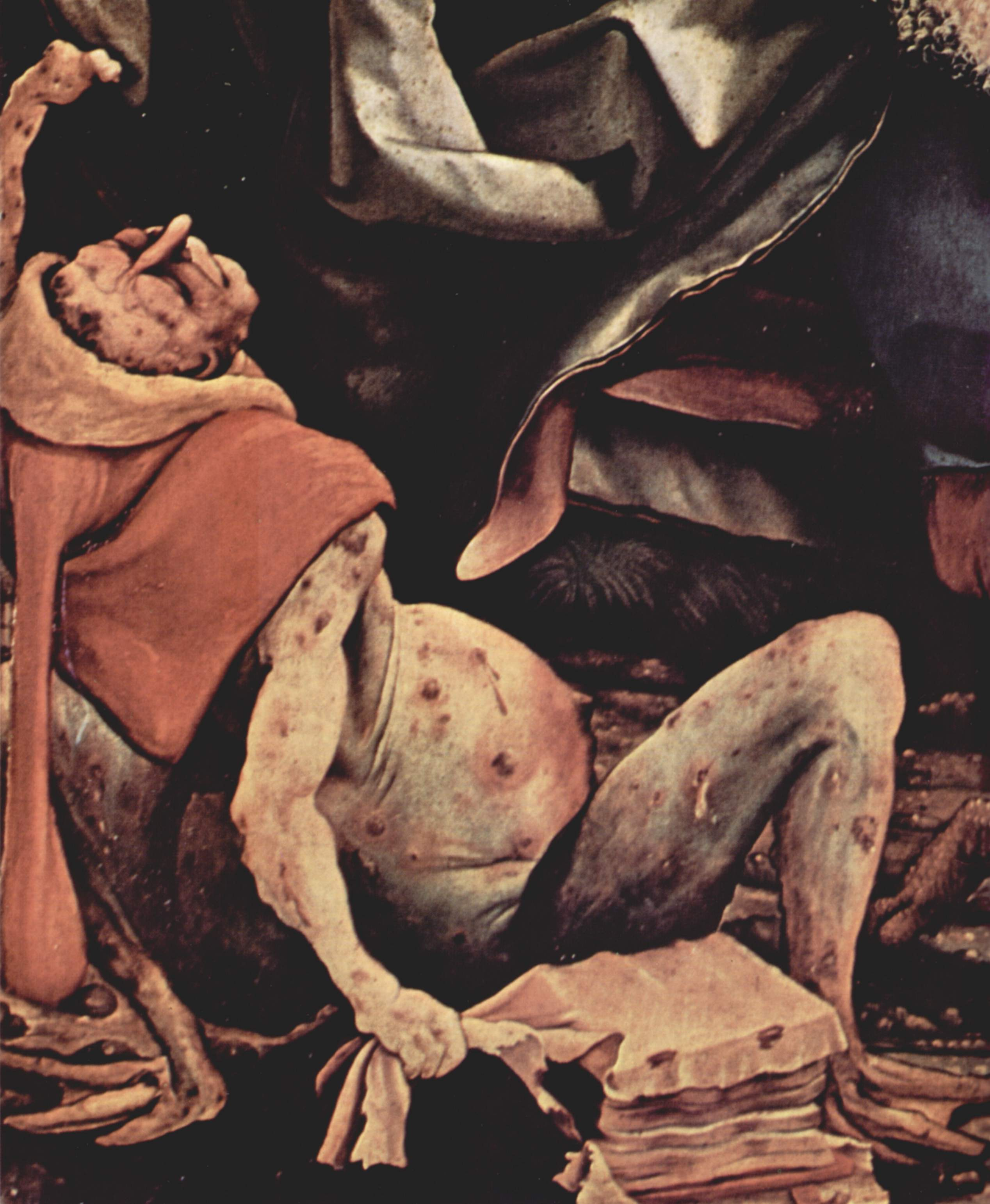
麦角中毒者を描いた16世紀の絵画。

麦角菌の生活環は19世紀になって明らかにされたが、麦角と麦角中毒との関係はそれより数百年以前に知られていた。
中世ヨーロッパでは麦角菌汚染されたライ麦パンによる麦角中毒による騒ぎがしばしば起きている。聖アントニウス会の修道士が麦角中毒の治療術に優れるとされたことから、ヨーロッパでは麦角中毒は「聖アントニウスの火」 (St. Anthony's fire) とも呼ばれてきた。これは聖アントニウスに祈ると治癒できると信じられてきたからである。
古くは治療法として転地療養や旅が良いとされたのは、別の土地へ行くことで麦角菌に汚染された食物を口にせずに済むようになるからとされている。
また、ヨーロッパ・アメリカの歴史上の事件・出来事の中にも、後年の調査や推測の中で、原因や要因として麦角中毒との関係が唱えられているものがある。
- 中世に流行した「死の舞踏」。ただし、通常は同じく中世ヨーロッパで大流行して多数の死者を出したペストがモチーフとされる。
- セイラム魔女裁判：若い女性が麦角菌汚染されたライ麦を食べたことから始まったのではないかともいう。つまり、麦角菌の産生物によって若い女性が幻覚に陥ったことがきっかけとの説である。
- 古代ギリシャでエレウシスの秘儀に用いられたキュケオン (Kykeon) という飲料に麦角成分が含まれていたのではないかと考える人もいる。

また、現在でもライ麦が麦角菌に汚染される事故は発生している。
稲に寄生する麦角菌は知られておらず、日本では麦角菌の発生は少なく、家畜を除き麦角中毒の記録はほとんどない。ただし1943年（昭和18年）の食糧難時に岩手県で笹の実を用いたパンを食べた妊婦が数多く流産するという事件があり、これは麦角中毒が原因であろうと考えられている。